# Donald Harradine
Donald Leslie Harradine (Enfield, 1911 - 1996) was een Engelse golfbaanarchitect.
Zijn stiefvader Albert Hockey ontwierp in 1891 zijn eerste golfbaan, en verkocht golfclubs onder zijn eigen naam. De Hockey golfclubs werden tot in de Verenigde Staten verkocht. Ook gaf hij in 1920 als een van de eerste mensen indoor golfles. Hij deed dit in Harrods.
Donald kwam dus al jong met golf in aanraking. In 1929 moet Albert Hockey de golfbaan in Golf Club Bad Ragaz ontwerpen, waarvoor de familie naar Zwitserland verhuist. Donald mag zijn stiefvader helpen en zijn talenten worden ontdekt. Toen Bad Ragaz klaar was, ging de familie naar Engeland terug, maar werd Donald bij de aanleg van een kleine baan in Flims betrokken en bleef in Zwitserland.
In 1939 werkte hij op de ambassade in Bern, waar hij zijn latere echtgenote Babette ontmoette. Ze kregen twee kinderen, Kathleen en Peter. Na de Tweede Wereldoorlog ging het gezin in Caslano wonen.

## Zijn ontwerpen
Harradine heeft ruim 175 banen ontworpen, aangelegd of verbeterd. Hieronder een lijst van de bekendste banen:

#### Duitsland
- Golf Club Augsburg
- Golf Club Bad-Wiessee
- Golf Club Göttingen, 18 holes
- Golf Club Hechingen-Hohenzollern
- Golf Club Heidelberg, 18 holes
- Golf Club Heinbrunn-Hohenlohe, 9 holes
- Golf Club Kassel
- Golf Club Konstanz, 18 holes
- Golf Club Myllensonk, 18 holes
- Golf Club Oberfranken, 18 holes
- Golf Club Oberschwaben Bad-Waldsee, 18 holes
- Pyrmonter Golf Club
- Golf Club Regensburg, 18 holes

#### Frankrijk
- Golf Club de Nîmes Campagne, 18 holes, in samenwerking met Leonard Morandi
- Golf Club Valbonne, 18 holes
- Open Golf Club in Opio (1966), de baan van Club Med

#### Nederland
- Golf & Country Club Capelle a/d IJssel (1977)
- Golfclub Grevelingenhout (1988)

#### Zwitserland
- Golf Club Bad Ragaz (1929) in samenwerking met Albert Hockey, waar in 2008 de Don Harradine Memorial is gespeeld. Hier wordt ook het toernooi van de Europese Seniors Tour gespeeld.
- Golf Club Bonmont, 17 holes verbeterd
- Breitenloo Golf Club, 9 holes in samenwerking met Frank Pennink (1964), in 2004 door Kurt Rosslnecht veranderd.
- Golf Club Davos, 2de 9 holes na 1967
- Golf Club de Genève in Onex, 18 holes verbeterd
- Golf Gerre Losone, 18 holes, baan van het Ladies Swiss Open
- Interlaken Golf Club, waar in 2000 de Don Harradine Memorial is gespeeld.
- Golf Club de Lausanne
- Golf Club Lenzerheide, waar in 2004 de Don Harradine Memorial is gespeeld.
- Golf Club Lugano, van 9 holes 18 holes gemaakt, in 1992 door anderen veranderd.
- Golf & Country Club Schönenberg

#### Elders
Ook in andere landen heeft Harradine veel banen aangelegd, onder andere enkele banen in Dubai, Griekenland en de Verenigde Staten.

## Don Harradine Memorial Trophy
Harradine leerde van zijn vader dat de kwaliteit van een golfbaan niet alleen afhankelijk was van het ontwerp, maar vooral van het onderhoud. Hij had altijd regelmatig contact met de greenkeepers, ook ten behoeve van bijscholing. Ter nagedachtenis aan Harradine besloten de greenkeepersverenigingen van Zwitserland, Oostenrijk, Duitsland en Slovenië de Memorial Trophee in het leven te roepen. Jaarlijks in de maand september wordt hierom gespeeld, roterend in de vier landen.
In 2009 zal deze trofee voor de tiende keer worden gespeeld.
| Jaar | Baan                                     | Deelnemers       |
| ---- | ---------------------------------------- | ---------------- |
| 1999 | Golf Club Seefeld, Oostenrijk            | 51               |
| 2000 | Interlaken Golf Club, Zwitserland        | 78               |
| 2001 | Bled Golf & Country Club, Slovenië       | ?                |
| 2002 | Golf Club Schloss Klingenburg, Duitsland | 64               |
| 2003 | Golfclub Zell am See-Kaprun, Oostenrijk  | 78               |
| 2004 | Golfclub Lenzerheide, Zwitserland        | 92               |
| 2005 | Bled Golf & Country Club, Slovenië       | 74               |
| 2006 | Golf Club Haghoh, Duitsland              | 102              |
| 2007 | Kaiserwinkl Golf Club Kössen, Oostenrijk | 130              |
| 2008 | Golf Club Bad Ragaz, Zwitserland         | 150 incl. gasten |
| 2009 | Bled Golf & Country Club, Slovenië       |                  |

## Trivia
De Golf Club Montreux in 1900 schijnt te zijn ontworpen door Donald Harradine. Aangezien Harradine nog niet geboren was, zal dat misschien een ontwerp zijn van Albert Hockey, of wordt ermee bedoeld dat het een latere verandering aan de baan betreft.